# U-1131
Unterseeboot 1131 foi um submarino alemão do Tipo VIIC, pertencente a Kriegsmarine que atuou durante a Segunda Guerra Mundial.

## Comandantes
| Comandante           | Data                                    |
| -------------------- | --------------------------------------- |
| Oblt. Günther Fiebig | 20 de maio de 1944 - 1 de abril de 1945 |

## Subordinação
Durante o seu tempo de serviço, esteve subordinado às seguintes flotilhas:
| Período                                  | Flotilha                                |
| ---------------------------------------- | --------------------------------------- |
| 20 de maio de 1944 - 30 de março de 1945 | 5. Unterseebootsflottille (treinamento) |